# 圣欧费米亚-阿马耶拉
圣欧费米亚-阿马耶拉（義大利語：Sant'Eufemia a Maiella）是意大利佩斯卡拉省的一个市镇。总面积40平方公里，人口296人，人口密度7.4人/平方公里（2009年）。ISTAT代码为068037。